# Andrés Taborda
Andrés Giovanny Taborda Torres (ur. 9 lutego 1987) – kolumbijski zapaśnik w stylu klasycznym. Brązowy medalista mistrzostw panamerykańskich w 2012. Wicemistrz igrzysk igrzyskach Am.Płd w 2010. Brąz na igrzyskach Ameryki Środkowej i Karaibów w 2010 roku.